# Сен-Ло-1 (кантон)
Сен-Ло-1 (фр. Saint-Lô-1) — кантон во Франции, находится в регионе Нормандия, департамент Манш. Входит в состав округа Сен-Ло.

## История
Кантон образован в результате реформы 2015 года . В него были включены упраздненный кантон Мариньи и отдельные коммуны упраздненных кантонов Сен-Ло-Уэст (в том числе часть города Сен-Ло) и Сен-Совёр-Ланделен.
С 1 января 2016 года состав кантона изменился: коммуны Лозон и Мариньи образовали новую коммуну Мариньи-ле-Лозон, коммуны Ла-Шапель-ан-Жуже и Эбекревон — новую коммуну Тереваль.
С 1 января 2017 года состав кантона снова изменился: коммуны Ле-Мениль-Виго и Ремийи-сюр-Лозон вместе с коммуной Ле-Шам-де-Лоск кантона Пон-Эбер образовали новую коммуну Ремийи-ле-Маре.

## Состав кантона с 1 января 2017 года
В состав кантона входят коммуны (население по данным Национального института статистики за 2018 г.):
- Аньо (4 061 чел.)
- Ле-Лоре (607 чел.)
- Ле-Мениль-Аме (281 чел.)
- Ле-Мениль-Эри (173 чел.)
- Мариньи-ле-Лозон (2 656 чел.)
- Монтрёй-сюр-Лозон (332 чел.)
- Ремийи-ле-Маре (1 086 чел.)
- Сен-Жиль (933 чел.)
- Сен-Ло (7 246 чел., северные и западные кварталы)
- Тереваль (1 792 чел.)

## Политика
На президентских выборах 2022 г. жители кантона отдали в 1-м туре Эмманюэлю Макрону 36,3 % голосов против 21,7 % у Марин Ле Пен и 16,5 % у Жана-Люка Меланшона; во 2-м туре в кантоне победил Макрон, получивший 65,9 % голосов. (2017 год. 1 тур: Эмманюэль Макрон – 29,7 %, Франсуа Фийон – 21,0 %, Жан-Люк Меланшон – 17,2 %, Марин Ле Пен – 16,8 %; 2 тур: Макрон – 74,4 %. 2012 год. 1 тур: Франсуа Олланд — 30,6 %, Николя Саркози — 27,9 %, Марин Ле Пен — 13,2 %; 2 тур: Олланд — 53,6 %).
С 2021 года кантон в Совете департамента Манш представляют мэр коммуны Ремийи-ле-Маре, депутат Национального собрания Франции Филипп Гослен (Philippe Gosselin)  (Республиканцы) и вице-мэр коммуны Мариньи-ле-Лозон Адель Омме (Adèle Hommet) (Разные правые).
|                | Кандидаты                        | Партия                   | Первый тур | Первый тур     | Второй тур | Второй тур |
| Кол-во голосов | Кандидаты                        | Партия                   | % голосов  | Кол-во голосов | % голосов  |            |
| -------------- | -------------------------------- | ------------------------ | ---------- | -------------- | ---------- | ---------- |
|                | Филипп Гослен Адель Омме-Лельевр | Разные правые            | 2 610      | 57,17          | 2 998      | 66,36      |
|                | Ален Вилькен Амели Дюран         | Левый блок ― Зелёные     | 1 384      | 30,32          | 1 520      | 33,64      |
|                | Ален Ламурё Одиль Рено           | Национальное объединение | 571        | 12,51          |            |            |

|                | Кандидаты                          | Партия                  | Первый тур | Первый тур     | Второй тур | Второй тур |
| Кол-во голосов | Кандидаты                          | Партия                  | % голосов  | Кол-во голосов | % голосов  |            |
| -------------- | ---------------------------------- | ----------------------- | ---------- | -------------- | ---------- | ---------- |
|                | Франсуа Бриер Адель Омме-Лельевр   | Разные правые           | 2 680      | 41,53          | 4 700      | 76,78      |
|                | Надеж Даниэль Ролан Дербес         | Национальный фронт      | 1 308      | 20,27          | 1 421      | 23,22      |
|                | Эрве Ле Жандр Ноэль Леклерк-Бюишон | Разные левые            | 1 275      | 19,76          |            |            |
|                | Клодин Жоссом Дидье Озуф           | Европа Экология Зелёные | 884        | 13,70          |            |            |
|                | Бернар Жуан Доминик Жуен           | Левый фронт             | 306        | 4,74           |            |            |